# Ambrósio do Congo
Ambrósio (1600-1631) foi o manicongo do Reino do Congo entre 26 de junho de 1626 á 1 de março de 1631. 

## Biografia
Ambrósio de Coulo nasceu em aproximadamente em 1600, sendo filho de D. Álvaro III. Após a morte prematura de seu pai, D. Ambrósio e seu irmão D. Álvaro foram impedidos de assumir o trono devido a sua minoridade. Com isso o trono foi passado para seu primo distante D. Pedro, duque de Sundi que assumiu como rei D. Pedro II iniciando a Casa de Quincanga.
Com a morte de Pedro II em 1624 e a posterior deposição de D. Garcia I em 1626 por D. Manuel Jordão, D. Ambrósio é coroado novo rei, restaurando a Casa de Coulo. Em seu reinado enfrentou a oposição do conde de Soyo, D. Paulo, que foi nomeado como tal por seu antecessor, além de outros nobres que conspiravam contra ele. Ambrósio se livrou de muitos deles, entre eles seu antigo aliado e responsável por sua subida ao trono, D. Manuel Jordão, que além de ter sido destituído de seu título como Duque de Sundí, foi exilado para uma ilha do Rio Congo, trabalhando como escravo até a morte.  
Ambrósio foi assassinado em 1 de março de 1631, deixando o trono para seu jovem irmão Álvaro IV.  